# Jan Stejskal (Politiker)
Jan Stejskal (* 7. November 1933 in Mokrosuky; † 12. Juli 2013) war ein tschechoslowakischer Ökonom, Parteifunktionär und Politiker (Minister).

## Politische Karriere
Stejskal trat bereits 1953 der Kommunistischen Partei der Tschechoslowakei (KSČ) bei. Nach dem Studium an der Ökonomischen Fachschule in Prag und an der Wirtschaftsuniversität Prag arbeitete er in der Tschechoslowakischen Staatsbank (Státní banka československá) und leitete auch eine Filiale in Cheb. Nachdem er von 1971 bis 1975 an der Internationalen Bank für wirtschaftliche Kooperation in Moskau tätig war und von 1975 bis 1979 im Zentralkomitee der KSČ gearbeitet hatte, kehrte er in die Staatsbank zurück und wurde einer ihrer Generaldirektoren, ab 1981 dann auch der Vorsitzende der Bank bis 1988. In den 1980er Jahren arbeitete Stejskal in verschiedenen zum Teil bedeutenden Abteilungen der Partei und des Zentralkomitees, unter anderem in der Kontrollkommission, Kommission für die Volkswirtschaft, Ausschuss für die Volkskontroller, Planungskommission.
Im Oktober 1988 wurde Stejskal Finanzminister in der Regierung Ladislav Adamec und blieb es auch in der kurzlebigen Regierung Marián Čalfa I (7. – 10. Dezember 1989) nach der sog. Samtenen Revolution.